# Ulrich von Schack
Ulrich von Schack, seit 1894 Ulrich Graf von Schack (* 22. Juni 1853 in Zülow; † 5. März 1923 in Sankt Goar), war ein mecklenburgischer Rittergutsbesitzer und Landrat.

## Leben
Ulrich von Schack wurde geboren als Sohn Rudolfs von Schack (1825–1906), Herr auf Zülow und Brüsewitz, und der Elise geb. von Bennigsen (1823–1878). Nach dem Besuch des Gymnasiums in Schwerin studierte er an der Rheinischen Friedrich-Wilhelms-Universität Bonn Philosophie. 1874 wurde er Mitglied des Corps Borussia Bonn. Nach dem Studium wurde er zunächst Rittergutsbesitzer und Landrat in Mecklenburg, gab jedoch das Amt bald auf, verpachtete sein Gut und zog nach der Heirat (2. September 1882) mit der bürgerlichen, aus Bonn stammenden Gastwirtstochter Gertrud Schmitz (* 18. November 1855; † 12. Januar 1938) nach Sankt Goar. Das Paar hatte folgende Kinder:
- Rudolf von Schack (1883–1942), wäre eigentlich Erbe auf Zülow gewesen, verzichtet aber nach landesherrlicher Bestätigung, wurde Kaufmann und heiratete mehrfach nicht standesgemäß.[4] So wurde sein Bruder Adolf Friedrich Erbe.
- Elise von Schack (* 1885)
- Gertrud von Schack (* 1887) ⚭ 1923 Hermann von Fischel
- Adolf Friedrich Graf von Schack (1888–1945), Erbe auf Zülow, ⚭ 1928 Else-Dorothea Freiin und Herrin von Werthern (* 1897), wurde später als deutscher Offizier und Widerstandskämpfer des 20. Juli 1944 bekannt
- Karin von Schack (* 1889)

⚭ 1913 Hermann von Fischel, geschieden 1923
⚭ 1923 Otto Didrik Graf von Schack (* 1882)
Nach dem kinderlosen Tod seines Onkels Adolf Friedrich von Schack 1894 erbte er als dessen nächster Agnat das Gut Zülow und den damit verbundenen Grafentitel.
Er war langjähriger Präsident der Sankt Goarer Casinogesellschaft und Jagdleiter der Oberweseler Hochwald Jagdgesellschaft. Er starb 1923, nachdem er in Sankt Goar von einem französischen Militärfahrzeug überfahren worden war.
Formell blieb er bis zum Tode Eigentümer des alten Lehngutes Zülow im Ritterschaftlichen Amt Schwerin. Der Besitz hatte einen Umfang von 770 ha, davon 65 ha Wald, und Zülow war Fideikommiss.